# نارنجک
نارنجک یا "نارنجک جنگی" نوعی جنگ‌افزار است که توسط نفر قابل حمل بوده و علیه نفرات استفاده می‌شود.

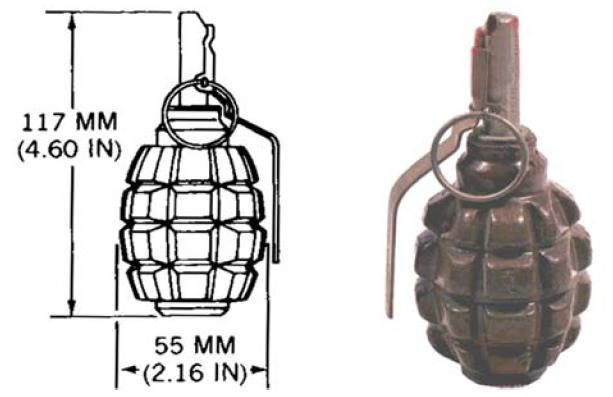
یک نارنجک چهل تکه که پس از انفجار چهل ترکش پرتاب میکند و ترکشش تا15mشتاب دارد.

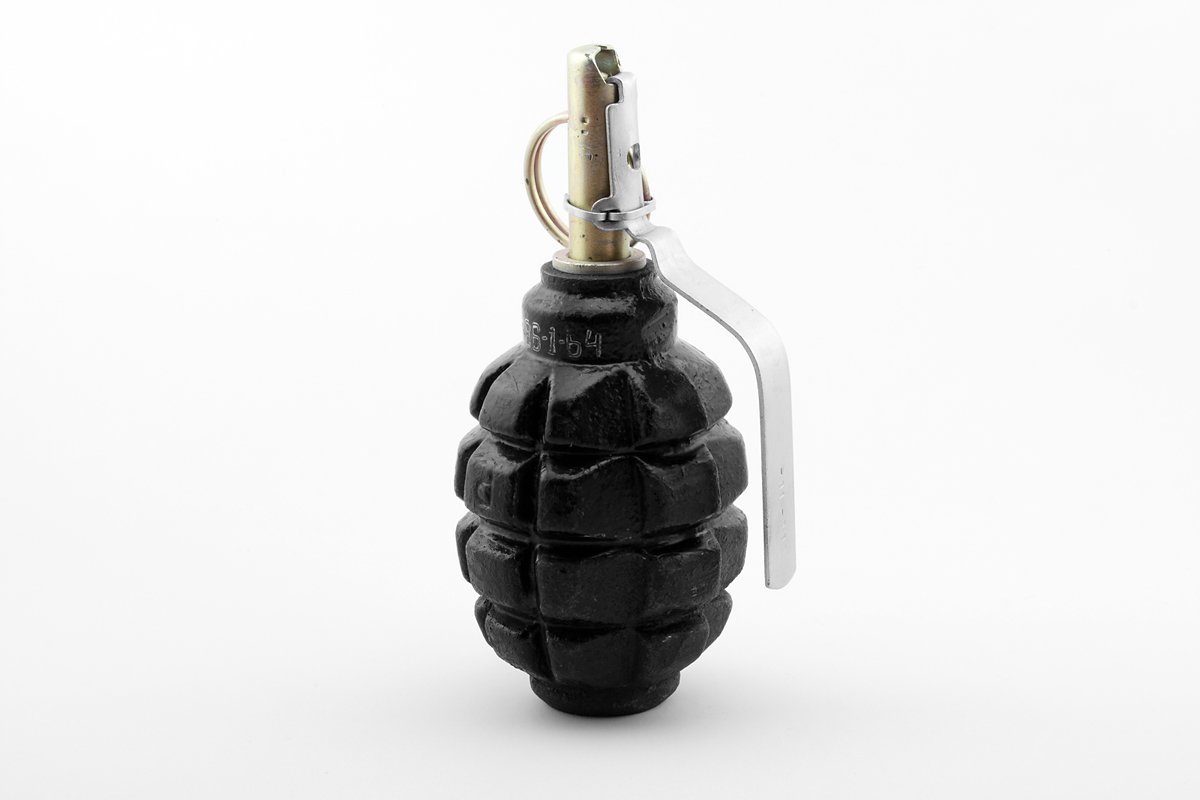

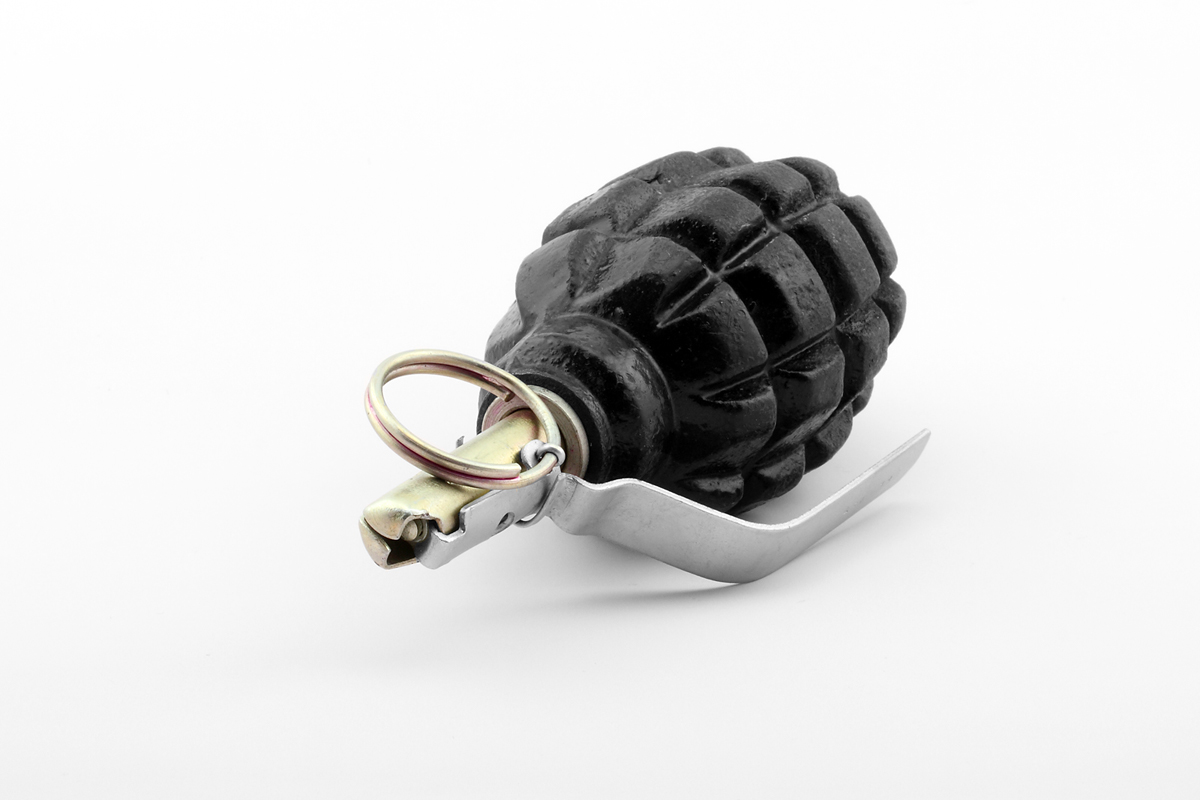

نارنجک دارای مقداری ماده منفجره است که وزن آن بستگی به نوع خرج مصرفی و وظیفهٔ تعریف شده برای نارنجک دارد ولی از یک کیلوگرم تجاوز نمی‌کند و توسط محفظه‌ای فلزی احاطه شده‌است. محفظهٔ فلزی معمولاً قابلیت ترکش شدن خوبی دارد تا در صورت انفجار مواد منفجره بیشترین آسیب ممکن را به نفرات دشمن وارد کند. از نارنجک در جنگ‌های نزدیک مثلاً پاک‌سازی سنگر دشمن یا تیربارچی یا استحکامات دشمن استفاده می‌شود. البته نارنجک‌هایی نیز هستند که فقط با موج حاصل از انفجار به نفرات آسیب می‌زنند.
نارنجک‌ها دارای ساز و کاری هستند تا جلوی انفجار ناخواسته را بگیرد. این سازوکار در اکثر نارنجک‌ها مشابه است که به آن ضامن نارنجک می‌گویند. ضامن معمولاً شامل سوزن و اهرمی است که جلوی ضربه زدن ناخواسته و اتفاقی سوزن به چاشنی را می‌گیرد.
چاشنی ماده‌ای حساس به ضربه است که پس از ضربه سوزن، ماده منفجره را بعد از مدت زمانی در حدود سه تا پنج ثانیه منفجر می‌کند. البته انواعی از مواد منفجره نیز هستند که احتیاجی به چاشنی ندارند. مانند "نیترو گلیسیرین" که خود در اثر ضربه حاصل از پرتاب نارنجک و برخورد آن به زمین منفجر می‌شود. در این نوع نارنجک‌ها دیگر اضطراری برای پرتاب نارنجک وجود ندارد زیرا تا ضربه شدیدی نخورد منفجر نخواهد شد که البته این نوع نیز ضامن خاص خود را دارد.
ممکن است خرج نارنجک دارای مواد شیمیایی باشد (همان بمب‌های شیمیایی در مقیاسی کوچک تر).
انواع دیگری از نارنجک نیز هست که برای کشتن افراد طراحی نشده‌اند، مانند نارنجک صوتی که با انفجار صدای شدیدی تولید می‌کند که می‌تواند افراد را برای مدت کوتاهی گیج کند یا نارنجک نوری که با انفجار، نور شدیدی تولید می‌کند یا نارنجک دودزا یا نارنجک مولد گازهای اشک‌آور یا بی هوش‌کننده که توسط نیروهای انتظامی برای متفرق کردن تظاهرکنندگان یا رهایی گروگان‌ها استفاده می‌شوند. البته نارنجک دودزا در جنگ نیز برای مخفی کردن موقت نفرات و تحرکات از دید دشمن استفاده می‌شود مثلاً در هنگام حمله تک تیرانداز دشمن به ستون نفرات، برای ایجاد فرصتی برای پنهان شدن و سنگر گرفتن.